# Maurice Chevalier Returns
Albums de Maurice Chevalier
Maurice Chevalier chante ses derniers succès
(1952)
Maurice Chevalier Returns est le premier album de Maurice Chevalier publié en 1947. 
Le disque vinyle n'étant pas encore démocratisé, l'album est constitué de quatre disques 78 tours pour un total de huit faces dont six sont occupées par trois chansons divisées en deux parties : Valentine, Vingt ans et Quai de Bercy, dont la première est en anglais et l'autre en français.
L'adaptation anglaise de ces trois chansons est de Maurice Chevalier, tandis qu'il co-signe celles de la chanson de 1939 Il pleurait, ici devenue Weeping Willie et de Place Pigalle, de 1946.
La pochette indique faussement la présence de deux chansons : Barcelone et You in My Dreams, qui ne font en réalité pas partie du coffret. Aussi, le nom de l'album veut faire croire qu'il s'agit d'un retour de l'artiste.

## Liste des titres
| No | Titre                                     | Auteur                                               | Durée |
| -- | ----------------------------------------- | ---------------------------------------------------- | ----- |
| 1. | Place Pigalle                             | Maurice Chevalier, Robert Pirosh, Alex Alstone       |       |
| 2. | Weeping Willie                            | Maurice Chevalier, Robert Pirosh, Rudi Revil         |       |
| 3. | Quai de Bercy Première partie en anglais  | Maurice Chevalier, Louis Poterat, Alex Alstone       |       |
| 4. | Quai de Bercy Deuxième partie en français | Maurice Chevalier, Louis Poterat, Alex Alstone       |       |
| 5. | Valentine Première partie en anglais      | Henri Christiné, Albert Willemetz, Maurice Chevalier |       |
| 6. | Valentine Deuxième partie en français     | Henri Christiné, Albert Willemetz, Maurice Chevalier |       |
| 7. | Vingt ans Première partie en anglais      | Maurice Chevalier, Marc Fontenoy                     |       |
| 8. | Vingt ans Deuxième partie en français     | Maurice Chevalier, Marc Fontenoy                     |       |